# SG Flensburg-Handewitt
SG Flensburg-Handewitt is een handbalclub uit de stad Flensburg en de aangrenzende gemeente Handewitt met een eerste mannenteam actief in de Handball-Bundesliga waar het al driemaal kampioen speelde (in 2004, 2018 en 2019). De fusieclub is afkomstig uit clubs uit de twee gemeentes. De Flens-Arena waar de club speelt bevindt zich in Flensburg.
De handbalclub binnen de sportvereniging Spielgemeinschaft Flensburg-Handewitt werd in 1996 opgericht als de SG Flensburg-Handewitt Handball-Bundesliga GmbH & Co. KG.

## Prijzen
Kampioen van Duitsland
- 2004, 2018, 2019

EHF Champions League
- 2014

## Bekende (oud-)spelers
- Anders Eggert
- Mark Bult
- Dani Baijens
- Niels Versteijnen